# Le Populaire
Den här sidan handlar om 1900-talstidningen, för den av Étienne Cabet under 1800-talet utgivna tidningen, se Le Populaire (1800-talet).
Le Populaire var en fransk dagstidning utgiven i Paris 1917–1970.
Tidningen var det franska socialdemokratiska partiets huvudorgan, och nådde sin största popularitet 1936 under Léon Blums tid som chefredaktör.